# Брантман, Александр Моисеевич
Алекса́ндр Моисе́евич Бра́нтман (15 февраля 1905, Славута, Волынская губерния — 12 апреля 1983, Москва) — советский оператор игрового, документального и научно-популярного кино, фронтовой кинооператор Великой Отечественной войны.

## Биография
Родился в местечке Славута (ныне Славутский район, Хмельницкая область, Украина) в семье служащего. Окончив среднюю школу, с 1920 по 1923 год работал при штабе части особого назначения Украинского военного округа в Харькове. С 1927 года — помощник кинооператора на Московской кинофабрике «Совкино». В 1930 году окончил операторское отделение Государственного техникума кинематографии, продолжал работать на кинофабрике «Союзкино» (в дальнейшем — Московский кинокомбинат и «Мосфильм»), был вторым оператором фильма «Цирк» (1936). С 1934 по 1936 преподавал в Высшем государственном институте кинематографии. В ноябре 1938 года перешёл на Московскую студию «Союзкинохроника» (в дальнейшем — Центральная студия кинохроники), кроме фильмов снимал сюжеты для кинопериодики: «Железнодорожник», «Искусство», «Пионерия», «Советский спорт», «Советское искусство», «Союзкиножурнал».
С началом Великой Отечественной войны был призван в Красную армию, в звании инженер-капитан работал оператором в киногруппах Южного, Юго-Западного, 3-го Украинского, 3-го Прибалтийского фронтов. В 1944 году получил две контузии. С 25 января 1945 года — в киногруппе ВВС 1-го Украинского фронта, совершил 4 боевых вылета.

Оператор Брантман квалифицированный старый и опытный оператор тчк Снимает боевых условиях зпт держит себя мужественно тчк Установите первую категорию тчк.
— из телеграммы начальника фронтовой киногруппы
С июля 1945 — оператор ЦСДФ. В июле 1948 года в связи с государственной кампанией «борьбы с космополитизмом» в числе десятков других работников еврейского происхождения был уволен со студии. В течение последующих лет сменил место работы шесть раз, работая на периферийных и национальных киностудиях: Свердловская киностудия учебных и и научно-популярных фильмов, Куйбышевская студия кинохроники, Нижне-Волжская студия кинохроники, «Союзторгреклама», Ташкентская киностудия художественных фильмов .
С июня 1956 года — вновь на киностудии «Мосфильм», где был вторым оператором на картинах: «Тугой узел» (1956), «Семья Ульяновых» (1957), «Матрос с „Кометы“» (1958), «Хованщина» (1959), «Воскресение» (1960), «Семь нянек» (1962), «Война и мир» (1965—1967).
Член Союза кинематографистов СССР с 1957 года.

### Семья
- Жена — Татьяна Алексеевна Ерёмина.
  - Сын — Алексей Александрович Брантман (род. 1943), художник, книжный иллюстратор.
  - Дочь — Елизавета Александровна Брантман (род. 1949; в замужестве — Немирова), художник-иллюстратор, дизайнер[1].

## Фильмография
- 1930 — Без чудес / Невидимая связь / Химизация
- 1930 — В поход на лес
- 1930 — Гиганты рапортуют (совместно с В. Ешуриным)
- 1930 — Турксиб — первенец пятилетки / Открытие Турксиба (совместно с В. Ешуриным)
- 1931 — Звено здоровья
- 1932 — Крылья (совместно с А. Урнисом)
- 1934 — Любовь Алёны
- 1935 — Мяч и сердце
- 1937 — Рыбные богатства Дальнего Востока (совместно с Б. Буртом, М. Лифшицем, М. Оцепом, В. Соловьёвым, К. Теплухиным, А. Щекутьевым)
- 1939 — Великая присяга (в соавторстве)
- 1939 — Открытие ВСХВ (в соавторстве)
- 1940 — Казахстан (20 лет) (в соавторстве)
- 1940 — С трибуны Внеочередной IV сессии Верховного Совета СССР (совместно с И. Беляковым, М. Ошурковым, В. Штатландом)
- 1941 — XXIV-й Октябрь в г. Куйбышева (в соавторстве)
- 1941 — На высокой земле (совместно с М. Каюмовым, Н. Самгиным)
- 1943 — Битва за нашу Советскую Украину (в соавторстве)
- 1944 — Восьмой удар (в соавторстве)
- 1944 — Победа на Правобережной Украине и изгнание немецких захватчиков за пределы украинских советских земель (в соавторстве)
- 1945 — XXVIII Октябрь (в соавторстве)
- 1945 — Александр Покрышкин (в соавторстве)
- 1945 — Парад Победы (ч/б вариант; в соавторстве)
- 1945 — Праздник советской науки (в соавторстве)
- 1946 — 1 Мая (ч/б вариант; в соавторстве)
- 1946 — XXIX Октябрь (в соавторстве)
- 1946 — Болгария (СССР — НРБ; в соавторстве)
- 1946 — Кубок СССР «Спартак» (Москва) — «Динамо» (Тбилиси) (в соавторстве)
- 1946 — Путешествие по родному краю (в соавторстве)
- 1946 — Судебный процесс в Смоленске (совместно с А. Левитаном)
- 1947 — Всесоюзный парад физкультурников 1947 года (цветной и ч/б вариант; в соавторстве)
- 1947 — Выборы в Верховный Совет РСФСР (в соавторстве)
- 1947 — Газопровод Саратов — Москва (в соавторстве)
- 1947 — Карело-Финская ССР (совместно с Б. Шером, А. Зенякиным, М. Оцепом)
- 1947 — Московская сессия Совета министров иностранных дел (в соавторстве)
- 1947 — Первое Мая (ч/б вариант; в соавторстве)
- 1947 — Слава Москве / 800-летие Москвы (в соавторстве)
- 1948 — 1 Мая (ч/б вариант; в соавторстве)
- 1948 — Чемпион мира (совместно с А. Щекутьевым)
- 1950 — Вольфрам
- 1952 — Овладевайте военными специальностями (совместно с Г. Голубовым)
- 1956 — Больше молока стране

## Награды
- Почётная грамота Президиума Верховного Совета Казахской ССР (1941) — за съёмки фильма «Казахстан» (1940)
- орден Красной Звезды (5 ноября 1944) — за образцовое выполнение боевых заданий Командования на фронте борьбы с немецкими захватчиками и проявленные при этом доблесть и мужество[5]
- медаль «За взятие Берлина» (1945)[1]
- медаль «За победу над Германией в Великой Отечественной войне 1941—1945 гг.»[4]
- медаль «За доблестный труд в Великой Отечественной войне 1941—1945 гг.» (1947)[1]
- орден Красной Звезды (2 сентября 1945)[6]
- орден «За гражданские заслуги» (Болгария; 1946)[4]